# 广润门街道
广润门街道是中华人民共和国江西省南昌市西湖区下辖的一个乡镇级行政单位。

## 行政区划
广润门街道下辖以下地区：
直冲巷社区、烟筒巷社区、吉水仓社区、下湾街社区、惠民门社区、翠花街社区、瓦子角社区、白衣庵社区、万寿宫社区和下塘塍上社区。